# Relicto (geología)
En geología, el término relicto se refiere a estructuras o minerales de una roca madre que no sufrió cambios metamórficos cuando la roca circundante lo hizo, o a rocas que sobrevivieron a un proceso geológico destructivo.  
Algunos procesos geológicos son destructivos o transformadores de estructuras o minerales, y cuando un proceso no se completa o no destruye por completo ciertas características, la característica sobrante es un relicto de lo que había antes. Por ejemplo, el permafrost relicto es un área de permafrost antiguo que permanece a pesar de un cambio en el clima que prohibiría la formación de permafrost nuevo. O podría ser un fragmento de tierra antigua o sedimento encontrado en un estrato más joven. Un sedimento relicto es un área de sedimento antiguo que permanece sin enterrar a pesar de los cambios en el entorno. En pedología, el estudio de la formación y clasificación del suelo, el suelo antiguo encontrado en el registro geológico se llama paleosol, material formado en el pasado distante sobre lo que entonces era la superficie. Todavía se encuentra un paleosol relicto en la superficie y, sin embargo, se sabe que se formó en condiciones radicalmente diferentes del clima y la topografía actuales.
En mineralogía, un mineral relicto es un mineral sobreviviente de una roca madre que se sometió a un proceso destructivo o transformador. Por ejemplo, la serpentinita es un tipo de roca formada en un proceso llamado serpentinización, en el que un mineral huésped produce un pseudomorfo, y el mineral original finalmente se reemplaza y / o destruye, pero aún está presente hasta que se complete el proceso. Los patrones ondulantes vistos en mármol son otro ejemplo de relictos de cambios litológicos en la caliza original. 
Dentro de la geomorfología, una forma de relieve relicta es una forma de relieve que se formó a partir de procesos geomórficos que actualmente no están activos. En el contexto escandinavo, esto a menudo implica que se formaron relieves terrestres relictos antes de la última glaciación y sobrevivieron bajo partes frías de la capa de hielo. El geomorfólogo climático Julius Büdel estimó que el 95% de los accidentes geográficos de latitudes medias son relictos.